# ユニメート

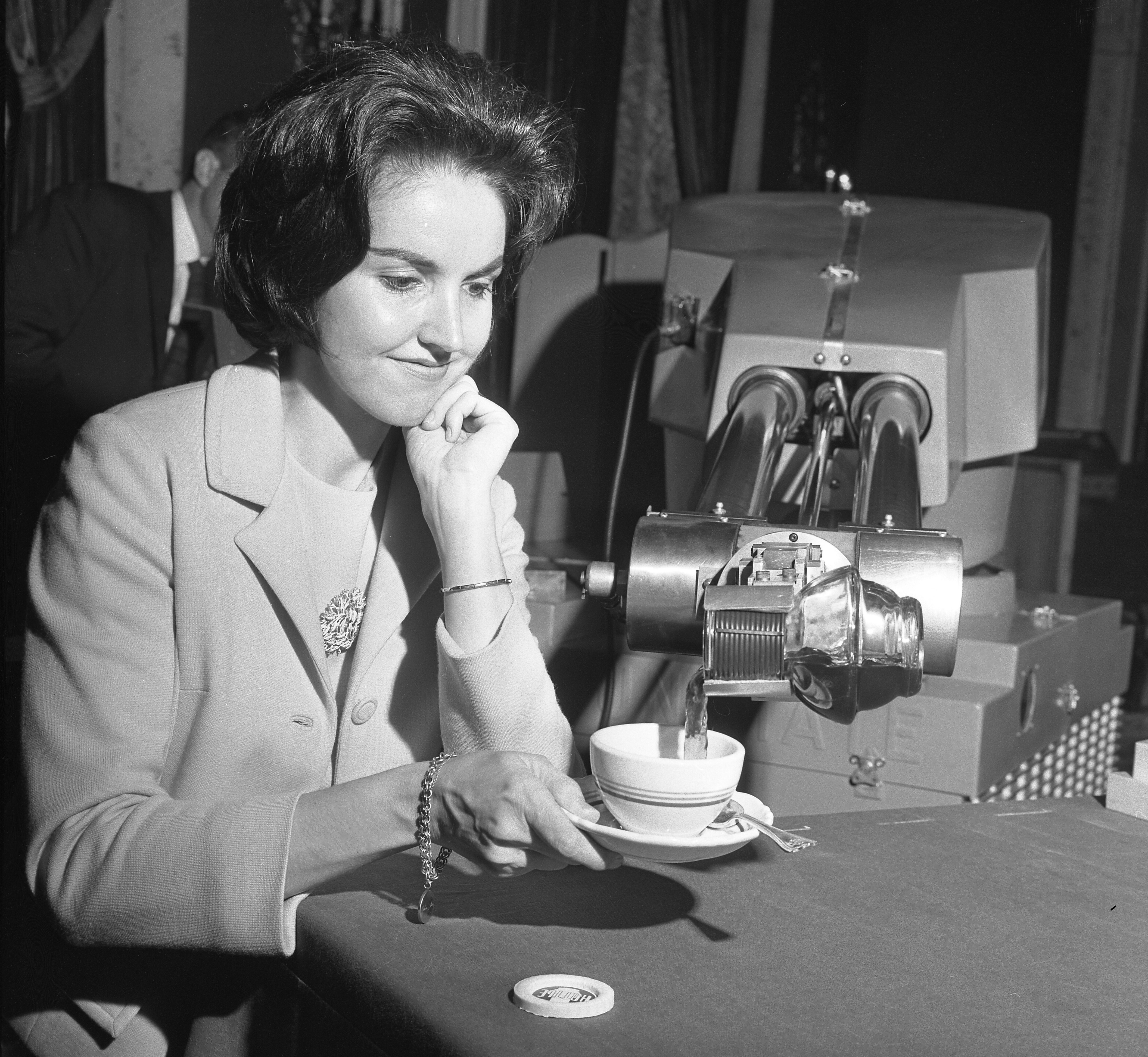
人間にコーヒーを入れるUnimate（1967年）

ユニメート（英語: Unimate）は、1960年代のアメリカ合衆国で開発された産業用ロボットである。
1967年には晴海の見本市で公開され、その後、日本の川崎重工でライセンス生産され、活躍した。
費用は1971年の時点でおよそ$25000ドルだった。

## 歴史
1950年代後半当時、徐々に人件費が高まりつつあり、省力化の手段として当時、発展が目覚ましかった電子制御を導入する事で、多様な用途に対応できる柔軟性を持つ作業機械の需要が産業界で高まりつつあった。
1961年にゼネラルモーターズ（GM）の工場でダイカスト製品の工程で使用された。磁気ドラムに記録された指令を段階的に実行し、ダイカストの製品を機械から取り出して車体に溶接する、人には苦痛を伴う作業を担当した。
工具の脱着のような作業も同様に実行され、Unimateは世界で最も普及した。20年以上にわたり改良が継続され、高い信頼性と扱いやすいロボットになった。
ユニメートは6軸の制御が可能で、高速で500 lb (230 kg)までの部品を扱うために設計された。
一時期は普及して、産業用ロボットの歴史に名を残すことになったものの、油圧式制御では高精度化や省エネ化の波に乗り遅れ、次第に市場占有率が低下した。